# Haliclona korema
Haliclona korema är en svampdjursart som beskrevs av de Laubenfels 1954. Haliclona korema ingår i släktet Haliclona och familjen Chalinidae.
Artens utbredningsområde är Palau. Inga underarter finns listade i Catalogue of Life.